# Emiliano Zapata (Santiago Tulantepec de Lugo Guerrero)
Emiliano Zapata es una localidad de México, localizada en el municipio de Santiago Tulantepec de Lugo Guerrero en el estado de Hidalgo.

## Geografía
Se encuentra en la región geográfica del Valle de Tulancingo. A la localidad le corresponden las coordenadas geográficas 20° 04’ 30.604” de latitud norte y 98° 24’ 18.290” de longitud oeste; con una altitud de 2156 m s. n. m. Cuenta con un clima semiseco templado.
En cuanto a fisiografía se encuentra en la provincia del Eje Neovolcánico, dentro de la subprovincia de Lagos y Volcanes de Anáhuac; su terreno es de lomerío. En lo que respecta a la hidrografía se encuentra posicionado en la región del Pánuco, dentro de la cuenca del río Moctezuma, y en la subcuenca del río Metztitlán.

## Demografía
En 2020 registró una población de 921 personas, lo que corresponde al 2.33 % de la población municipal. De los cuales 442 son hombres y 479 son mujeres.
| Gráfica de evolución demográfica de Emiliano Zapata entre 1995 y 2020                        |
|                                                                                              |
| Población de los censos y conteos del Instituto Nacional de Estadística y Geografía (INEGI). |